# 後期陽性電位
後期陽性電位（こうきようせいでんい）は、事象関連電位の成分の一つで、刺激呈示後約400 ms以降に現れる陽性波である。

## 概要
英語では「late positive potential 」と表記され、その頭文字をとって「LPP」と略される。
当初は、注意と関連するP300成分と考えられていたが、感情刺激に対して特異的に生じ、画像刺激の感情価や覚醒度によってその振幅が増大することから、感情に関連して現れる波形と考えられている。さらに、感情と関連することから、動機づけとの関連も指摘されている。
また、感情制御との関連も検討がされている。感情を制御（=抑制）することで、LPPの振幅も低下することが示されている。